# Toute la mémoire du monde
Pour plus de détails, voir Fiche technique et Distribution.
Toute la mémoire du monde est un documentaire et court métrage d'Alain Resnais sorti en 1956.

## Synopsis
L'organisation au sein de la Bibliothèque Nationale, mémoire du monde.

## Musique
La musique du film a été le fruit d'une collaboration entre Maurice Jarre pour la composition et Georges Delerue pour la direction d'orchestre.

## Fiche technique
- Réalisateur : Alain Resnais
- Scénario : Rémo Forlani
- Assistants réalisateur : André Heinrich et Jean-Charles Lauthe
- Photographie : Ghislain Cloquet
- Compositeur : Maurice Jarre
- Monteur : Alain Resnais et Anne Sarraute
- Producteur : Pierre Braunberger
- Tourné en France
- Société de production : Les Films de la Pléiade (Paris)
- Durée : 21 minutes
- Format : Noir et blanc - 1,37:1 - 35 mm - Son mono
- Date de sortie : 1956

## Distribution
- Jacques Dumesnil : le narrateur
- François-Régis Bastide
- Paulette Borker
- Benigno Cacérès
- Juliette Caputo
- Monique Le Porrier
- Dominique Raoul-Duval
- Joseph Rovan
- Agnès Varda
- Lucia Bosè